# لورانزي
لورانزي هي بلدية في مدينة تورينو الحضرية في المنطقة الإيطالية بيدمونت ، وتقع على بعد حوالي 40 كيلومترا(25 ميلا) شمال تورين.